# Ley sálica

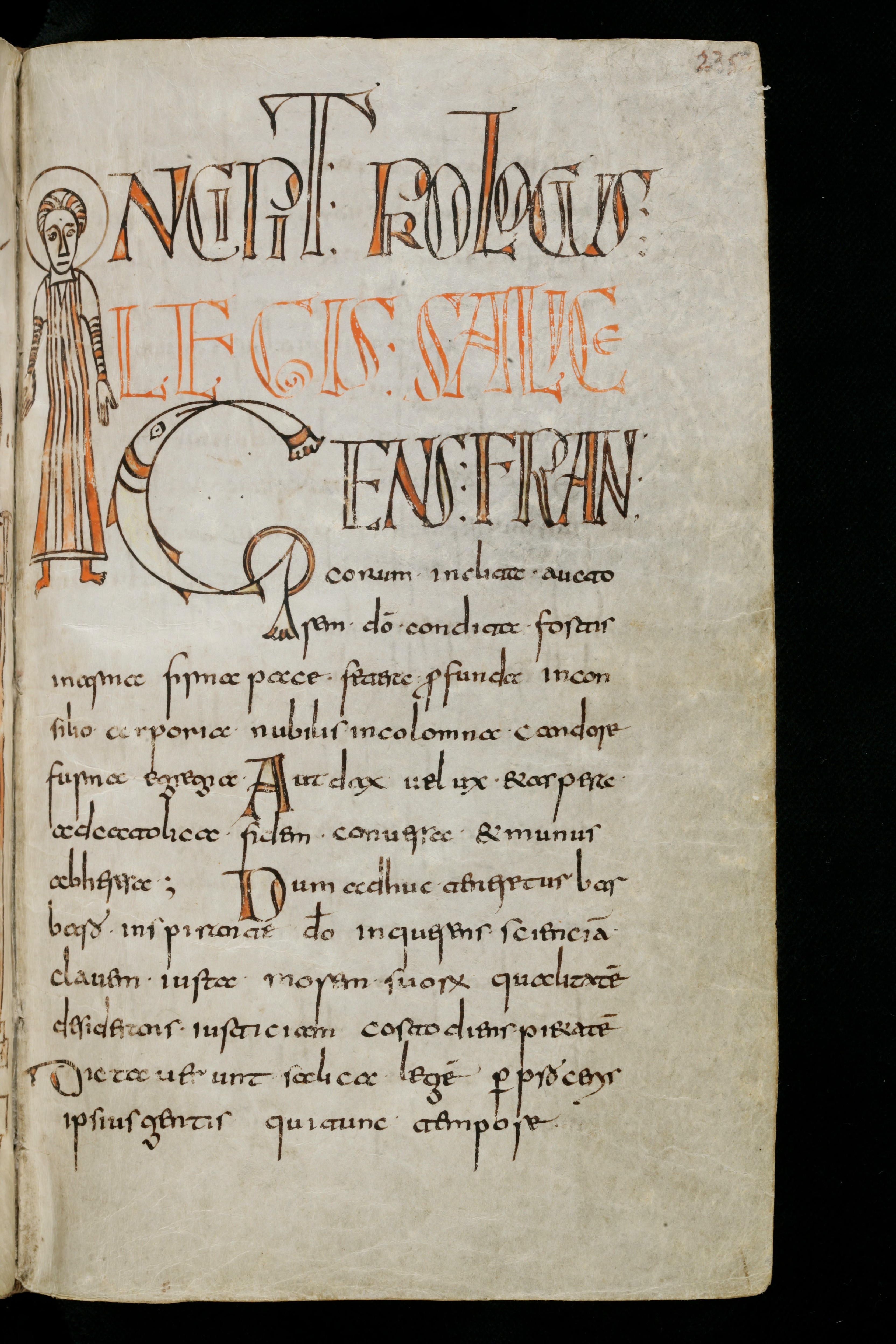
Manuscrito de 794 que hace mención de la ley.

La ley sálica (Lex Salica) designa una ley secular que debe su nombre a los francos salios, quienes la recopilaron y publicaron en latín en el siglo V (comienzos de la Alta Edad Media) por orden de su rey Clodoveo I para que fuese inteligible a todos sus vasallos, los cuales entendían esta lengua por haber estado bajo el dominio del Imperio romano hasta principios de ese siglo. Fue la base de la legislación de los antiguos reyes francos hasta su extinción y la aparición del moderno reino de Francia entre los siglos IX y X. Se la conoce particularmente por la regulación de la sucesión monárquica a favor de los varones, pero regulaba también otros asuntos (herencia, crímenes, lesiones, robo, hechicería o maleficio, etc.) y fue, al parecer, un importante elemento aglutinador en un reino como el franco, compuesto por varios grupos y etnias.

## Ley sálica y penas por crímenes y hechicería
En las normas sálicas que regulan los castigos por crímenes, no hay castigos corporales e incluso los homicidios o asesinatos eran penados con multas monetarias. Por ejemplo, el que asesinara a un obispo debía pagar 900 sueldos en oro (equivalentes a doce mil reales de plata del siglo XIX). Sin embargo, la práctica de la hechicería sí era penada severamente, y las personas halladas culpables eran condenadas al ahorcamiento o a la hoguera.

## Ley sálica y sucesión monárquica
Una parte muy concreta de este código sobrevivió, aparentemente, a los reyes francos y pervivió en la historia europea durante varios siglos: se trata de aquella que prohibía que una mujer heredara el trono de Francia e incluso que pudiese transmitir sus derechos al trono a sus descendientes varones. Actualmente, la ley sálica no está en vigor en ninguna monarquía europea y, para determinar la sucesión, opera la prevalencia del heredero de más edad con independencia de su sexo, es decir, por primogenitura estricta. Sin embargo, la Monarquía Española y el Principado de Mónaco constituyen dos excepciones: en ambos países se aplica actualmente la llamada ley «agnaticia» (diferente de la ley sálica), que para la sucesión al trono sitúa a las mujeres por detrás de sus hermanos varones, aunque éstos sean de menor edad. 
La ley sálica original otorgaba, en realidad, un papel preponderante a un jefe de guerreros en la sucesión al trono, pues establecía que el acceso al mismo correspondía al hijo varón de la hermana del rey, siendo este un medio de asegurar un caudillo en el poder. En efecto, según la lógica sálica, nunca se podía estar completamente seguro de si el hijo de la mujer del rey llevaba realmente la sangre del rey; aunque tampoco era seguro que el hijo de la hermana del rey llevara sangre real, pues la madre del rey también podría haberle sido infiel al padre al concebir a su hermana. La razón debe buscarse en que los varones de la nobleza recibían entrenamiento en el manejo de las armas desde temprana edad y en aquella época el rey, el primero de los nobles, combatía al frente de sus tropas con cierta frecuencia. Esto hacía preferible a un supuesto varón de la familia real frente a una supuesta hija del rey.

### Ley sálica sucesoria monárquica en Francia
Esta ley a favor de que solo los varones heredaran la corona no fue argumentada en Francia hasta 1358, buscando justificar retroactivamente el acceso al trono de los Valois tras la muerte del rey neonato Juan I de Francia; su aprobación, amparada en una interesada interpretación de la antigua ley de los salios de Franconia, estuvo motivada por intereses políticos y dinásticos: se trataba de evitar el acceso al trono, por un lado de Juana II de Navarra, hija de Luis X de Francia, y por otro de Isabel de Francia, hermana del anterior y reina consorte de Inglaterra. Con ello se justificaba que lo hubiera hecho su tío Felipe V. En el caso de Juana, además, se aprovechó el escándalo de la torre de Nesle como argumento contra Juana cuestionando su legitimidad como hija de Luis X, aun cuando los sucesos ocurrieron varios años después de su nacimiento. En el caso de Isabel, fue fácil que la nobleza francesa buscara impedir que la corona recayera, como rey consorte, sobre Eduardo II de Inglaterra.
La ley sálica original se había dejado de aplicar entre los francos occidentales a partir de la ascensión al trono de Hugo Capeto en 987; y nunca se planteó problema sucesorio alguno, puesto que todos los reyes de la Dinastía de los Capetos dejaron siempre un hijo varón heredero. Pero en 1316 se suscitó por primera vez este problema: el rey Luis X moría en ese año, dejando una única hija de cuya paternidad se dudaba (su madre Margarita de Borgoña, primera esposa del rey, había sido encarcelada por adulterio), y a su segunda esposa, Clemencia de Hungría, embarazada: el hijo que fuese a nacer de ella, de ser niño, sería rey; pero de ser niña, no se sabía bien qué hacer. Fue entonces cuando el regente, Felipe de Poitiers (hermano menor de Luis X), tuvo la iniciativa de promover y promulgar esta ley, según la cual las mujeres no podrían ser reinas de Francia por derecho propio. Cuando la reina viuda dio finalmente a luz un varón, este se convirtió inmediatamente en rey con el nombre de Juan I de Francia. Pero cuando este rey neonato murió inesperadamente a los cinco días de nacer, su tío el Regente, en virtud de la ley recién aprobada, fue proclamado rey como Felipe V. La crisis sucesoria fue así resuelta de un modo muy poco ético, pero eficaz. En esta primera época, la ley aprobada por Felipe de Poitiers era conocida como «Ley de los Varones», y fue la misma que motivó que en 1322 se apartase de la sucesión a las cuatro hijas de Felipe V, de en favor del hermano de este, Carlos IV.
Cuando Carlos IV murió en 1328, Francia se encontró con la misma situación de 1316, dado que el monarca fallecido dejaba dos hijas y una reina viuda embarazada. Sólo que en esta ocasión los parientes varones más cercanos al rey eran: por un lado el regente Felipe de Valois, que era su primo paterno como hijo de Carlos, conde de Valois, hermano a su vez de Felipe IV); y por otro lado el recién proclamado rey Eduardo III de Inglaterra, que era su sobrino materno por ser hijo de Isabel de Francia, hermana de Carlos IV, Felipe V y Luis X.
Para resolver la situación y evitar, además, el peligro de la absorción de la Corona francesa por la inglesa, los Estados Generales hicieron la última modificación que conoció la nueva ley sucesoria: según esta, las mujeres estarían privadas para gobernar el reino, pero también para transmitir los derechos sucesorios a sus descendientes. De este modo, cuando la reina viuda Juana de Evreux dio a luz finalmente a otra niña, Felipe de Valois se convirtió inmediatamente en rey Felipe VI de Francia. Esta modificación, sin embargo, provocaría a largo plazo el estallido de la Guerra de los Cien Años, cuando Eduardo III (que al principio no se interesó por este asunto) declaró que la nueva ley de sucesión francesa era fraudulenta (en lo que no le faltaba razón) y reclamó tener mayores derechos al trono francés por ser él el único nieto varón vivo de Felipe IV de Francia.
La ley sálica sucesoria estuvo vigente en Francia hasta la Revolución francesa, y después de ella durante la restauración borbónica, de 1815 a 1830. Los reyes que ciñeron la corona de la Flor de Lis gracias a ella fueron:
- Felipe V el Largo, a la muerte de Juan I el Póstumo, su sobrino, y en detrimento de la hermana de este, la futura Juana II de Navarra, hija de Luis X.
- Carlos IV el Hermoso, a la muerte de Felipe V, su hermano, que dejaba cuatro hijas.
- Felipe VI de Valois, a la muerte de Carlos IV, su primo, que dejaba dos hijas.
- Luis XII de Orleáns, a la muerte de Carlos VIII el Afable, su primo en tercer grado.
- Francisco I de Angulema, a la muerte de Luis XII, su primo en segundo grado, y en detrimento de su propia esposa Claudia, hija de Luis XII.
- Enrique III, rey de Polonia, a la muerte de su hermano Carlos IX, que dejaba una hija.
- Enrique IV de Borbón (descendiente por línea paterna directa del rey San Luis), a la muerte de Enrique III, su cuñado.
- Luis XVIII, por la muerte en prisión de su sobrino el Delfín (conocido como Luis XVII aunque nunca reinó) y en detrimento de la hermana de este, María Teresa, hija de Luis XVI.

### Ley sucesoria monárquica en España
El rey Felipe V no instituyó la ley sálica sucesoria monárquica en España, como se cree o se dice por lo común y equivocadamente, pues al instituir la «ley de la Agnación Rigorosa», solo priva a las mujeres de la sucesión cuando haya legítimos descendientes varones, mientras que la ley sálica las excluye absolutamente y en todos los casos («Nulla portio hæreditatis de terra salica mullieri venial, sed ad virilem sexum tota hæredita»). 
El rey Felipe V, al subir al trono tras la Guerra de Sucesión Española, ideó establecer en España la ley sálica, que gobernaba en Francia, y presentó este proyecto a las Cortes de Castilla en 1713; estas discordaron con el rey, quien no pudo asegurar su designio. Hallándose congregadas las Cortes en Madrid desde el 5 de noviembre de 1712, promulgó con ellas el 10 de mayo de 1713 el Reglamento de sucesión, que a la postre se conoció como «Ley de Sucesión Fundamental» al ser esta su función y su importancia. Según las condiciones de la nueva norma, las mujeres podrían heredar el trono aunque únicamente de no haber herederos varones en la línea principal (hijos) o lateral (hermanos y sobrinos).
Ulteriormente, el recién coronado rey Carlos IV hizo aprobar a las Cortes en 1789 una disposición para derogar la ley y volver a las normas de sucesión establecidas por el código de las Partidas. Sin embargo, la Pragmática Sanción real no llegó a ser publicada hasta que su hijo Fernando VII la promulgó en 1830, desencadenando el conflicto dinástico del carlismo.
Esta distinción significante entre la ley sálica y la Ley de Sucesión es fundamental para comprender la pretensión jurídica del hermano de Fernando VII, el infante D. Carlos, al trono de España, al cual tendría legítimamente derecho en función de la Ley de Sucesión Fundamental promulgada por Felipe V, mientras que con la restauración del compendio de Fernando VII, lo tendría su hija Isabel.
El contenido de la nueva Ley de Sucesión Fundamental, promulgada por Felipe V en concordia con los Supremos Consejos de Estado y de Castilla en 1713, es:

LEY V. D. Felipe V. en Madrid á 10 de mayo de 1713. 

Nuevo reglamento sobre la sucesion en estos Reinos.

Habiéndome representado mi Consejo de Estado las grandes conveniencias y utilidades que resultarian á favor de la causa pública y bien universal de mis Reinos y vasallos, de formar un nuevo reglamento para la sucesion de esta Monarquía, por el cual, á fin de conservar en ella la agnación rigorosa, fuesen preferidos todos mis descendientes varones por la línea recta de varonia á las hembras y sus descendientes, aunque ellas y los suyos fuesen de mejor grado y línea; para la mayor satisfaccion y seguridad de mi resolución en negocios de tan grave importancia, aunque las razones de la causa pública y bien universal de mis Reynos han sido expuestas por mi Consejo de Estado, con tan claros é irrefragables fundamentos que no me dexasen duda para la resolucion; y que para aclarar la regla mas conveniente á lo interior de mi propia Familia y descendencia , podria pasar como primero y principal interesado y dueño á disponer su establecimiento ; quise oír el dictamen del Consejo, por la igual satisfacción que me debe el zelo, amor, verdad y sabiduría que en este como en todos tiempos ha manifestado; á cuyo fin le remití la consulta de Estado, ordenándole, que antes oyese á mi Fiscal: y habiéndola visto, y oídole, por uniforme acuerdo de todo el Consejo se conformó con el de Estado; y siendo el dictamen de ambos Consejos , que para la mayor validacion y firmeza, y para la universal aceptación concurriese el Reyno al establecimiento de esta nueva ley, hallándose este junto en Córtes por medio de sus Diputados en esta Corte, ordené á las Ciudades y Villas de voto en Córtes, remitiesen á ellos sus poderes bastantes, para conferir y deliberar sobre este punto lo que juzgaren conveniente á la causa pública; y remitidos por las Ciudades, y dados por esta y otras Villas los poderes á sus Diputados, enterados de las consultas de ámbos Consejos, y con conocimiento de la justicia de este nuevo reglamento, y conveniencias que de él resultan á la causa pública, me pidieron, pasase á establecer por ley fundamental de la sucesion de estos Reynos el referido nuevo reglamento, con derogacion de las leyes y costumbres contrarias.
Y habiéndolo tenido por bien, mando, que de aquí adelante la sucesion de estos Reynos y todos sus agregados, y que á ellos se agregaren, vaya y se regule en la forma siguiente. 
Que por fin de mis días suceda en esta Corona el Príncipe de Asturias, Luis mi muy amado hijo, y por su muerte su hijo mayor varon legítimo, y sus hijos y descendientes varones legítimos y por línea recta legítima, nacidos todos en constante legítimo matrimonio, por el orden de primogenitura y derecho de representacion conforme á la ley de Toro; y á falta del hijo mayor del Príncipe, y de todos sus descendientes varones de varones que han de suceder por la orden expresada, suceda el hijo segundo varon legítimo del Principe, y sus descendientes varones de varones legítimos y por línea recta legítima, nacidos todos en constante y legítimo matrimonio, por la misma orden de primogenitura y reglas de representacion sin diferencia alguna: y á falta de todos los descendientes varones de varones del hijo segundo del Príncipe suceda el hijo tercero y quarto, y los demás que tuviere legítimos; y sus hijos y descendientes varones de varones, asimismo legítimos y por línea recta legítima; y nacidos todos en constante legítimo matrimonio por la misma orden, hasta extinguirse y acabarse las líneas varoniles de cada uno de ellos; observando siempre el rigor de la agnacion, y el orden de primogenitura con el derecho de representacion, prefiriendo siempre las líneas primeras y anteriores á las posteriores: y á falta de toda la descendencia varonil, y líneas rectas de varon en varon del Príncipe, suceda en estos Reynos y Corona el Infante Felipe, mi muy amado hijo, y á falta suya sus hijos y descendientes varones de varones legítimos y por línea recta legítima; nacidos en constante legítimo matrimonio; y se observe y guarde en todo el misma orden de suceder que queda expresado en los descendientes varones del Príncipe sin diferencia alguna; y á falta del Infante; y de sus hijos y descendientes varones de varones, sucedan por las mismas reglas, y Orden de mayoría y representacion, los demás hijos varones que yo tuviere de grado en grado, prefiriendo el mayor al menor, y respectivamente sus hijos y descendientes varones de varones legítimos y por línea recta legítima, nacidos todos en constante legítimo matrimonio, observando puntualmente en ellos la rigorosa agnacion, y prefiriendo siempre las líneas masculinas primeras y anteriores á las posteriores; hasta estar en el todo extinguidas y evacuadas.
Y siendo acabadas íntegramente todas las líneas masculinas del Príncipe, Infante, y demás hijos y descendientes mios legítimos varones de varones, y sin haber por consiguiente varon agnado legítimo descendiente mio, en quien pueda recaer la Corona según los llamamientos antecedentes, suceda en dichos Reynos la hija o hijas del último reinante varon agnado mio en quien feneciese la varonía; y por cuya muerte sucediere la vacante, nacida en constante legítimo matrimonio, la una después de la otra, y prefiriendo la mayor á la menor, y respectivamente sus hijos y descendientes legítimos por línea recta y legítima, nacidos todos en constante legítimo matrimonio; observándose entre ellos el orden de primogenitura y regias de representacion, con prelacion de las líneas anteriores á las posteriores, en conformidad de las leyes de estos Reynos; siendo mi voluntad, que en la hija mayor, o descendiente suyo que por su premoriencia entrare en la sucesion de esta Monarquía, se vuelva á suscitar, como en cabeza de línea, la agnacion rigorosa entre los hijos varones que tuviere nacidos en constante legítimo matrimonio, y en los descendientes legítimos de ellos; de manera que después de los días de la dicha hija mayor, ó descendiente suyo reinante, sucedan sus hijos varones nacidos en constante legítimo matrimonio, el uno después del otro, y prefiriendo el mayor al menor, y respectivamente sus hijos y descendientes varones de varones legítimos y por línea recta legítima, nacidos en constante legítimo matrimonio, con la misma orden de primogenitura, derechos de representacion, prelacion de líneas, y reglas de agnacion rigorosa que se ha dicho, y queda establecido en los hijos y descendientes varones del Príncipe; Infante y demás hijos mios; y lo mismo quiero se observe en la hija segunda del dicho último reinante varon agnado mio, y en las demás hijas que tuviere; pues sucediendo qualesquiera de ellas por su orden en la Corona, ó descendiente suyo por su premoriencia, se ha de volver á suscitar la agnacion rigorosa entre los hijos varones que tuviere nacidos en legítimo constante matrimonio, y los descendientes varones de varones de dichos hijos legítimos y por línea recta legítima, nacidos en constante legítimo matrimonio; debiéndose arreglar la sucesión en dichos hijos y descendientes varones de varones de la misma manera que va expresado en los hijos y descendientes varones de la hija mayor, hasta que esten totalmente acabadas todas las líneas varoniles, observando las reglas de la rigorosa agnacion. 
Y en caso que el dicho último reinante varon agnado mio no tuviere hijas nacidas en constante legítimo matrimonio, ni descendientes legítimos y por línea legítima, suceda en dichos Reynos la hermana ó hermanas que tuviere descendientes mias legítimas y por línea legítima, nacidas en constante legítimo matrimonio, la una después de la otra, prefiriendo la mayor á la menor, y respectivamente sus hijos y descendientes legítimos y por línea recta, nacidos todos en constante legítimo matrimonio, por la misma orden de primogenitura, prelacion de líneas y derechos de representacion según las leyes de estos Reynos, en la misma conformidad prevenida en la sucesion de las hijas del dicho último reinante; debiéndose igualmente suscitar agnacion rigorosa entre los hijos varones que tuviere la hermana, ó el descendiente suyo que por su premoriencia entrare en la sucesion de la Monarquía, nacidos en constante legítimo matrimonio, y entre los descendientes varones de varones de dichos hijos legítimos y por línea recta legítima, nacidos en constante legítimo matrimonio, que deberán suceder en la misma orden y forma que se ha dicho en los hijos varones y descendientes de las hijas de dicho Ultimo reinante, observando siempre las reglas de la rigurosa agnacion.
Y no teniendo el último reinante hermana ó hermanas, suceda en la Corona el transversal descendiente mio legítimo y por la línea legítima, que fuere proximior y mas cercano pariente del dicho último reinante, ó sea varon ó sea hembra, y sus hijos y descendientes legítimos y por línea recta legítima, nacidos todos en constante legítima matrimonio, con la misma orden v reglas que vienen llamados los hijos y descendientes de las hijas del dicho último reinante: y en dicho pariente mas cercano varon ó hembra, que entrare á suceder, se ha de suscitar también la agnación rigorosa entre sus hijos varones nacidos en constante legítimo matrimonio, y en los hijos y descendientes varones de varones de ellos legítimos y por línea recta legítimos, nacidos en constante legítimo matrimonio, que deberán suceder con la misma orden y forma expresados en los hijos varones de las hijas del último reinante, hasta que sean acabados todos los varones de varones, y enteramente evacuadas todas las líneas masculinas. Y caso que no hubiere tales parientes transversales del dicho último reinante, varones ó hembras descendientes de mis hijos y míos, legítimos y por línea legítima, sucedan á la Corona las hijas que yo tuviere nacidas en constante legítimo matrimonio, la una después de la otra, prefiriendo la mayor á la menor, y sus hijos y descendientes respectivamente y por línea legítima, nacidos todos en constante legítimo matrimonio; observando entre ellos el orden de primogenitura y reglas de representacion, con prelacion de las líneas anteriores á las posteriores, como se ha establecido en todos los llamamientos antecedentes de varones y hembras: y es también mi voluntad, que en qualquiera de dichas mis hijas, 6 descendientes suyos que por su premoriencia entraren en la sucesion de la Monarquía, se suscite de la misma manera la agnacion rigorosa entre los hijos varones de los que entraren á reynar, nacidos en constante legítimo matrimonio, y entre los hijos y descendientes varones de varones de ellos legítimos y por línea recta legítima, nacidos: todos en constante legítimo matrimonio, que deberá suceder por la misma orden y reglas prevenidas en los casos antecedentes, hasta que esten acabados todos los varones de varones, y fenecidas totalmente:

las líneas masculinas: y se ha de observar lo mismo en todas y en quantas veces, durante mi descendencia legítima y por línea legítima , viniere el caso de entrar hembra, ó varon de hembra, en la sucesion de esta Monarquía, por ser mi Real intención de que, en quanto se pueda, vaya y corra dicha sucesion por las reglas de la agnación rigorosa. Y en el caso de faltar y extinguirse enteramente toda la descendencia mia legítima de varones y hembras nacidos en constante legítimo matrimonien, de manera que no haya varon ni hembra descendiente mio legítimo y por líneas legítimas, que pueda venir á la sucesion de esta Monarquía ; es mi voluntad, que era tal caso, y no de otra manera, entre en la dicha sucesion la Casa de Saboya, según y como está declarado, y tengo prevenido en la ley últimamente promulgada á que me remito. Y quiero y mando, que la sucesion de esta Corona proceda de aquí adelante en la forma expresada; estableciendo esta por ley fundamental de la sucesión de estos Reynos, sus agregados y que á ellos se agregaren, sin embargo de la ley de la Partida, y de otras qualesquiera leyes y estatutos, costumbres y estilos y capitulaciones, ú otras qualesquier disposiciones de los Reyes mis predecesores que hubiere en contrario; las quales derogo y anulo en todo lo que fueren contrarias á esta ley, dexándolas en su fuerza y vigor para lo demás: que así es mi voluntad.
Dada en Madrid á diez de mayo de mil setecientos trece años.
(aut. 5. tit. 7. lib. 5. R.)

### Ley sálica sucesoria monárquica en Hungría
En Hungría, desde la fundación del reino en el año 1000, fue innecesaria la aplicación de esta ley. Toda la dinastía de Árpad siempre contaba con miembros varones vivos para la época en que la sucesión era necesaria. A diferencia del reino francés, donde existía la tradición de la primogenitura (la corona pasaba de padre a hijo obviando a los demás miembros de la Casa Real), el trono húngaro pasaba frecuentemente al miembro de mayor edad en la familia que estuviese vivo para el momento del fallecimiento del previo rey, cumpliéndose con la tradición del senioratus (hermanos y primos heredaban el trono si el hijo del rey era menor que ellos). Sin embargo, la extinción de miembros varones de esta Casa reinante en 1301 condujo a un gran caos, cuando el rey Andrés III de Hungría (1250-1301) muere sin hijos.
Obviándose totalmente la ley sálica, de inmediato surgen varios aspirantes al trono húngaro, todos reclamándolo como descendientes enáticos (por vía materna) de la casa real húngara. El primero fue Wenceslao III de Bohemia (1289-1306), cuya abuela paterna era la reina Cunegunda, nieta del fallecido rey Béla IV de Hungría. Su breve reinado, desde 1301 hasta 1305, fue interrumpido por el próximo pretendiente: Otón III Duque de Baviera (11 de febrero de 1261-9 de septiembre de 1312), cuya madre era Isabel de Hungría, Duquesa consorte de Baviera, hija del fallecido rey Béla IV de Hungría. Igualmente tuvo un corto reinado (1305-1307) y finalmente fue reemplazado por Carlos I Roberto de Hungría (1288-1342), quien era bisnieto de la reina María, hija de Esteban V de Hungría. En estos tres casos se aplicó la ley sálica donde los hijos de las princesas heredaban el trono húngaro por vía materna.
Años más tarde, la bisnieta de Carlos Roberto, e hija de Luis el Grande (1326-1382), María I de Hungría (1371-1395) fue coronada Reina húngara tras la muerte de su padre en 1382. Con esto, se obvió por completo la sucesión agnática contenida en la ley sálica, donde se estipulaba que las mujeres no podían ser coronadas como reinas. Sin embargo, María no tuvo hijos y finalmente el trono lo terminó tomando su esposo Segismundo de Luxemburgo en 1387. Por otra parte, la misma sucesión agnática tampoco se consumó en Polonia (Luis I de Hungría obtuvo el trono polaco en los últimos años de su reinado), puesto que la otra hija de Luis el Grande fue coronada como Eduviges I de Polonia. Tras la muerte de Santa Eduviges de Polonia, su esposo Vladislao II de Polonia conservó la corona y tomó una nueva esposa, fundando una nueva dinastía en dicho reino.

### Ley sálica sucesorial monárquica en Suecia
En Suecia, el rey Carlos XIII, al carecer de descendencia, hizo aprobar la ley sálica en 1810 para poder controlar la herencia de su trono; de este modo, hizo nombrar heredero en primer lugar al príncipe Cristián de Augustenborg y, tras la muerte de este, al mariscal Jean Baptiste Jules Bernadotte. La ley se mantuvo en vigor hasta que el parlamento sueco la derogó en 1979 para proclamar heredera a la princesa Victoria.

### Ley sálica sucesorial monárquica en otros países
En Dinamarca, Austria y Hannover se aplicó asimismo la ley sálica, siendo detonante o pretexto para muchos conflictos sucesorios y armados. El principal se dio en el Sacro Imperio Romano Germánico en el Siglo XVIII. Previamente a su muerte, el emperador germánico Carlos VI de Habsburgo, en vista de que no tenía hijos varones que lo sucedieran en el trono, decidió promulgar la Pragmática Sanción de 1713, la cual estipulaba que su hija María Teresa I de Austria heredaba el trono del Sacro Imperio y la ley sálica no era aplicada. Inclusive el apellido «Habsburgo» era heredado junto con el trono y de esta forma nació la dinastía Habsburgo-Lorena, no antes de causar la Guerra de Sucesión de Austria, siendo pretexto de ella la abolición de la ley sálica para Federico II el Grande de Prusia, quien quería destronar a María Teresa.
En Inglaterra, por otra parte, la abolición de la ley sálica en el siglo XII también causó la guerra civil durante el periodo denominado «Anarquía inglesa», debido a la disputa del trono entre Esteban y su prima la emperatriz Matilde. En el siglo XIX se atribuye a la inaplicación de la ley sálica la separación de Hannover de la Corona británica, cuando Eduardo VII, hijo de Victoria, sube al trono como el primer rey de la Casa de Sajonia-Coburgo-Gotha en el Reino Unido que reemplazó a la casa de Hannover.
En Japón, actualmente la ley sálica sigue en vigor. El nombramiento de Fumihito como sucesor de su hermano, el actual emperador Naruhito, quien no posee herederos varones, cerró las puertas a la abolición de esta ley.

## Conflictos y procesos célebres relacionados con la aplicación de leyes sálicas
- Guerra de los Cien Años en Francia
- Proceso y condena de Juana de Arco
- Guerras carlistas en España

## Leyes sálicas en la literatura
- Victor Hugo en su novela Nuestra Señora de París, describe en el libro octavo, capítulo III, el juicio a Esmeralda, la protagonista, por hechicería, prostitución y asesinato, en el cual el abogado acusador cita las leyes sálicas.
- En la obra La vida de Enrique V de William Shakespeare, se menciona la ley sálica en el primer acto, escena II.
- En 1848 La ley sálica, comedia en dos actos de E. Scribe, fue publicada por el Establecimiento Tipográfico de A. Vicente, de Madrid.
- Maurice Druon, en el cuarto libro de la saga Los reyes malditos, titulado La ley de los varones, describe el proceso de implantación de la ley por Felipe V, entonces conde de Poitiers y regente del reino, para poder acceder al trono de Francia en lugar de su sobrina Juana II de Navarra.